# Delta Equulei
Delta Equulei (7 Equulei) é uma estrela binária na direção da constelação de Equuleus. Possui uma ascensão reta de 21h 14m 28.79s e uma declinação de +10° 00′ 27.8″. Sua magnitude aparente é igual a 4.47. Considerando sua distância de 60 anos-luz em relação à Terra, sua magnitude absoluta é igual a 3.14. Pertence à classe espectral F5V+.... É um sistema binário espetroscópico.